# Gamle Eirikssen
Gamle Eirikssen (ca. 910-955) (norrønt: Gamli Eiríksson) var en norsk høvding i 900-tallet.
Han blev født omkring 910 i Norge som den ældste søn af kong Erik Blodøkse og dronning Gunhild. Han fik navn efter Gunhilds far, den danske kong Gorm den Gamle. Gamle skulle være død i 955 i landsbyen Nedre Frei under slaget ved Rastarkalv på øen Frei i Nordmøre.